# Падешкий Врх
Падешкий Врх (словен. Padeški Vrh) — поселення в общині Зрече, Савинський регіон, Словенія. 
Висота над рівнем моря: 899,3 м.